# 亞松森區 (查查波亞斯省)
6°00′00″S 77°40′37″W / 6.00000°S 77.67694°W
亞松森區（西班牙語：Distrito de Asunción），是秘魯的一個區，位於該國北部亞馬遜大區的查查波亞斯省，始建於1933年11月3日，面積25.7平方公里，海拔高度2,820米，2005年人口353，人口密度每平方公里14人。